# Shaparak Shajarizadeh
Shaparak Shajarizadeh (en persan : شاپرک شجری زاده), née en 1975, est une militante iranienne des droits des femmes et une ancienne prisonnière politique. Elle est également membre du comité des femmes du Conseil de transition iranien. Shaparak Shajarizadeh est connue pour ses efforts visant à renforcer les droits des femmes en Iran et son activisme contre la loi iranienne contemporaine sur le hidjab obligatoire. Elle lance des campagnes en ligne telles que "Filles de la rue de la Révolution" et "Mercredis blancs" dans le cadre des manifestations contre le hidjab obligatoire dans le but d'encourager les hommes et les femmes en Iran à publier des images sur les réseaux sociaux d'eux-mêmes sans porter de foulard. Elle est arrêtée et emprisonnée à deux reprises pour avoir défié les lois iraniennes concernant les lois obligatoires sur le hidjab.

## Biographie
Shajarizadeh naît et grandit en Iran. Elle passe la majeure partie de sa vie en Iran jusqu'en 2018. En juillet 2018, après avoir subi des sanctions et des pressions, elle s'enfuit en Turquie où elle retrouve son fils alors que son mari reste en Iran. Elle migre ensuite au Canada en 2018 où elle est actuellement en exil, et s'installe à Toronto avec son mari et son fils. En juillet 2018, sur son compte Instagram, elle révèle qu'elle a quitté l'Iran en raison des violences visant les militants.

## Activisme
Le 21 février 2018, elle est arrêtée pour avoir manifesté en enlevant son foulard et en l'agitant dans une rue de Gheytarieh, des témoins déclarent que la police l'a brutalement attaquée, battue et maltraitée au moment de la placer en garde à vue. La vidéo qui montre Shajarizadeh sans foulard devient virale sur les réseaux sociaux et déclenche des mouvements de désobéissance civile en ligne tels que Filles de la rue de la Révolution et Mercredis blancs. Elle encourage les hommes et les femmes à publier sur les réseaux sociaux des images d'eux-mêmes portant un foulard blanc ou même sans foulard pour protester contre l'obligation du port du hidjab. Elle est accusée d'avoir encouragé une possible prostitution, d'avoir lancé une propagande nationale contre le gouvernement iranien et la sécurité nationale. Elle est ensuite libérée sous caution en avril 2018 après avoir été condamné à deux mois de prison.
Encore une fois, le 1er mai 2018, pour avoir retiré à plusieurs reprises son foulard en public, elle est arrêtée avec son fils et relâchée en quelques heures. Elle fuit ensuite l'Iran.
En juillet 2018, elle est condamnée par contumace à un total de 20 ans de prison, 2 ans dans la prison de Qarchak (en) en plus d'une peine de prison avec sursis de 18 ans,.
En février 2020, elle appelle également le peuple iranien à boycotter les élections législatives et insiste sur le fait que les Iraniens ont perdu confiance dans les politiciens.
Elle vit en exil au Canada et est senior fellow au Raoul Wallenberg Centre for Human Rights (en) aux côtés du défenseur canadien des droits des femmes Irwin Cotler.
Avec la journaliste canadienne Rima Elkouri, elle écrit une autobiographie "La Liberté n'est pas un crime".

## Récompenses
En février 2020, elle reçoit le Prix international des droits des femmes du Sommet de Genève de 2020 par une coalition internationale de 25 organisations de défense des droits humains pour ses efforts pour maintenir les droits des femmes en Iran,.
Elle est incluse dans la liste de la BBC des 100 femmes inspirantes et influentes du monde pour 2018.